# 同和郡
同和郡，中国南北朝时设置的郡。
西魏改临洮郡置同和郡，治所在溢乐县（今甘肃岷县）。辖境相当今甘肃省岷县。北周时属岷州，下辖溢乐、和政、当夷、水池四县。隋文帝开皇三年（583年）废同和郡。水池县改属河州，溢乐县、和政县、当夷县属岷州。